# 阿根廷的幽浮目擊
这是一个阿根廷不明飞行物目击报告的不完全列表。

## 1962年5月12日
- 1962年5月12日，三位卡车司机，Valention tomassini，Gauro Tomassini和Humberto Zenobi驾车从布兰卡港经由35号公路前往Jacinto Aráuz（英语：Jacinto Aráuz）。在4点10分，他们看见公路旁约100米外的空地上有一物体，这物体看起来像一辆有轨电车，被照亮着。当他们的卡车靠近，该物体便突然上升并在四米高处穿过公路。它发着光离开，其底部出现微红的火焰。最后，它分裂成两部分，向不同方向飞离。[1][2]

## 1965年12月1日
- 这一目击事件被称作弧矢七天文台UFO凌月。它发生在1965年的12月1日晚上8点30，在布宜诺斯艾利斯省，圣米格尔的私立弧矢七天文台，[來源請求]科学家们收到数个关于在月球上观测到可疑物体的电话。天文台的职员拍下数张固定间隔的月球照片，冲洗后，一些照片显示出一些飞越月球的碟状物体。[來源請求]有些专家认为照片上的不明飞行物可能是胶卷上的缺陷。[3]

## 1973年10月27日
- 10月30日卡车司机Dionisio Llanca被送入布兰卡港的Municipal医院。他称10月27晚，他离开位于布兰卡港的叔叔家前往里奥加耶戈斯。当他停下换胎时他被一束强光所瘫痪，据Llanca说，他看见一个物体漂浮在空中，他描述为两个男性和一个女性的生物在他身上做了一些医学测试。Llanca说他数小时后在约9公里外短暂苏醒，一名叫Fabio Zerpa的UFO研究者对此事件进行了研究并随他的著作El Reino Subterráneo公开。[4][5]

## 1988年12月26日
- 一个银色不明飞行物飞越Villa Urquiza（英语：Villa Urquiza）上方，一个布宜诺斯艾利斯的人口密集区域。它被认为是阿根廷最为人知的不明飞行物事件，目擊者超过7500人。当地机场报告称一个物体在西侧飞行，在那个晴朗的下午，它在雷达上看起来向着General Paz高速路前进。[6]

## 2013年5月9日，阿根廷和智利
在Neuquén观测到一个巨大的不明飞行物。该物体同时也在智利被观察到，这起观测到闪光巨大不明飞行物的事件至少与

a) 早先2012年在智利圣地亚哥的目击事件以及

b) 1997年3月13日美国凤凰城的目击事件非常相似。

## 2018年
- 根據俄羅斯《衛星通訊社》報導，阿根廷一名飛行員在駕駛飛機時，意外用手機拍到二個碟狀不明飞行物在飛機前來回飛過數次的畫面，但因手機畫質不佳而難以辨認不明飞行物的具體形狀。此影片在網路上流傳後，引發網友熱議[7][8][9][10]。